# Pilotrichum vitianum
Pilotrichum vitianum là một loài rêu trong họ Pilotrichaceae. Loài này được Sull. mô tả khoa học đầu tiên năm 1855.